# NK Dunav Dalj
NK Dunav hrvatski je nogometni klub iz Dalja. Trenutačno se natječe u 2. ŽNL Osječko-baranjskoj NS Osijek.

## Povijest
Nogometni klub Dunav Dalj osnovan je 1931. godine. Vremenom je klub mijenjao ime: DSK, Omladinac, NK Dalj, da bi sada nosio svoje izvorno ime NK Dunav.

## Osvojena mjesta
- 2007./2008. – 7. mjesto (3. ŽNL)
- 2008./2009. – 7. mjesto (3. ŽNL)
- 2009./2010. – 3. mjesto (3. ŽNL)
- 2010./2011. – 1. mjesto (3. ŽNL)
- 2011./2012. – 3. mjesto (2. ŽNL)

## Znameniti igrači
- Danijel Popović

## Navijači
Godine 2009. osnovana je Dunavova navijačka skupina Kartaga.

## Vanjske poveznice
- Profil, HNS Semafor